# Luxman
Luxman è un marchio giapponese della Luxman Corporation (ラックスマン株式会社?), società di audio hi-end. Luxman produce tutta la catena audio hi-fi dai giradischi, amplificatori, ricevitori, tape deck, CD player e diffusori.

## Storia
Lux Corporation fu fondata in Giappone nel giugno del 1925 da T. Hayakawa e dal fratello K. Yoshikawa. L'azienda iniziò a produrre radio per la Kinsuido Picture Frame Store di Osaka, esattamente l'anno di inizio delle radioaudizioni nella nazione nipponica.
All'epoca la tecnologia radio era occidentale in particolare degli USA. Dopo l'inizio come importatori, Lux Co. decise di produrre parti di ricambio per gli apparecchi radio per la riduzione costi, creando il marchio Luxman. Luxman divenne nota per la qualità dei trasformatori d'uscita e degli interruttori, e attualmente è uno dei costruttori di elettronica più antichi del Giappone, come dallo slogan Ultimate Fidelity since 1925.
Nella metà degli anni '70 e primi anni '80, Luxman irruppe nel mondo dell'hi-fi hi-end. Luxman si specializzò nella produzione di amplificatori a valvole di alto livello. Uno dei tratti distintivi degli apparecchi Luxman di quest'epoca è la qualità e il calore del suono delle valvole, abbinato a una potente elettronica a stato solido e a un design spesso elegante e minimalista. Pre- e power amp come il Luxman C-05 e M-05, color champagne gold, con design elettronico altrettanto raffinato (rame puro per le interconnessioni, Classe A dell'amplificatore, alimentazioni separate con cablaggi doppi in corrente alternata e chassis ramato) permettevano riproduzioni raffinate e desiderate dagli audiofili.
Un ingegnere di nome Atsushi Miura sposò Mari Yoshikawa (la figlia più grande di K. Yoshikawa) e divenne parte della famiglia 'Luxman'. Atsushi Miura ebbe il padre anch'egli ingegnere audio e fu a capo di Luxman per tanti anni. Nei primi anni '80 Atsushi divenne egli stesso a capo della società Luxman. Con l'avvento dell'elettronica di consumo del periodo Atsushi vendette Luxman alla Alpine nel 1984, prima di fondare la Airtight.
Nel 1984 Luxman diviene parte di Alpine Electronics, altro costruttore di elettronica giapponese. Alpine, desiderando di fondere il proprio marchio con quello storico di hi-fi Luxman, comprò le azioni della società sull'orlo del fallimento. L'errore più grande fu quello di voler competere in un ambito che era appannaggio di marchi quali i rivali Yamaha. Prima della fusione Luxman era considerato un marchio prestigioso di audio hi-end. Dopo la fusione, Luxman iniziò a commercializzare i prodotti a catene come Costco (USA) e Richer Sounds (UK) per competere con Yamaha. Questo portò al disorientamento dei clienti storici del marchio e anche a quelli nuovi. Dove Luxman ebbe reputazione fu nel mercato high-end. Mentre il marchio Alpine era ancora sinonimo di qualità per le proprie categorie di prodotto (hi-fi car) per Luxman i prodotti verso il mercato più consumer non vennero accolti positivamente. L'accostamento del marchio doppio Alpine/Luxman non ebbe risvolti positivi rispetto ai marchi tenuti separatamente. Ciò portò alla vendita di Luxman da parte di Alpine nei primi anni '90.
Alpine cedette Luxman nel 1994. Da allora la Luxman Corporation è stata in grado di dedicarsi nuovamente ai suoi obiettivi iniziali, producendo apparecchi per audiofili di tutto il mondo. Oggi la società produce ancora i classici apparecchi a tubi a vuoto come SACD/DVD players e home stereo.
La società chiuse l'ultima fabbrica Alpine home hi-fi di Hong Kong nel 2000, dal 2005 ha distributori in USA, Francia, Polonia, Romania, Italia, Danimarca e Svezia.
Nel 2009, Luxman Corporation è stata acquisita dalla International Audio Group Ltd. IAG.

## Pietre miliari
- 1925 - Lux Corporation fondata in Kinsuido Picture Frame Store. Kinsuido Radio Book pubblica - "Read it once and you're a radio expert," per la promozione della radio, e ripubblicato in 14 edizioni.
- 1928 LUX-735 Radio Set con Magnetic Speaker. Lux presenta LUX-1730 Electric Phonograph
- 1931 - Magnetic Pick-up
- 1952 OY-15 Output Transformer - Lux commercializza trasformatori tipo OY, alta risoluzione.
- 1955 - Crossover Negative Feedback Circuitry
- 1958 45/45 stereo record.
- 1958 MA-7A Mono Vacuum-Tube Amplifier. L'MA-7A divenne il primo amplificatore mono hi-fi Lux del dopoguerra, con NFB(Negative Feedback), primo brevetto Lux mondiale.
- 1961 SQ-5A Vacuum Tube Integrated Amplifier. Uno dei primi amplificatori stereo integrati.
- 1962 SQ-65 Vacuum Tube Integrated Amplifier. L'SQ-65 aveva il motional feedback (MFB), brevetto Lux che includeva il movimento dei coni degli altoparlanti nella catena di controreazione.
- 1962 PZ-11 Phono Amplifier. Il primo amplificatore phono equalizzatore del Giappone con transistor al germanio, fu popolare per il suo design sottile.
- 1964 SQ-38D Vacuum Tube Integrated Amplifier. L'SQ-38D fu uno dei primi modelli con triodi e il primo della "38Series" che includeva l' SQ-38F, SQ-38FD e SQ-38S.
- 1966 MQ-36 Vacuum Tube OTL Power Amplifier. Fu un OTL (Output Transformer-Less) a tubi a vuoto.
- 1968 SQ-505/507 Integrated Amplifiers. Sia l'SQ-505 che l'SQ-507 furono i primi della "500 Series" e predecessori dei L-505 e L-507.
- 1971-1980 marchio Luxkit. Sviluppato per gli audiofili in scatola di montaggio. Lux commercializzò circa 70 kit, amp vacuum tube, transistor amp, giradischi, strumenti di misura, etc.
- 1972 Lux crea L&G per commercializzare apparati in colorazioni fuori standard.
- 1973 - All-stage Parallel Push System.
- 1975 M-6000 Power Amplifier/C-1000/T110. Per il 50º anniversario del marchio con 300 W x 2.
- 1976 Laboratory Reference Series lanciata con il sintonizzatore 5T50 FM, 5G12 graphic equalizer, 5F70 parametric tone control unit, e 5E24 LED power meter; l' 5L15 amplificatore integrato e il 5C50 preamp con il finale 5M21.
- 1980 PD-300 Vacuum Suction Turntable. Lux introduce un giradischi con sistema a ritenzione del disco mediante il vuoto.
- 1981 - CAT - Computer Analysed Tuning System
- 1981 - Duo Beta
- 1982 D-05 Omega-Loading Cassette Deck. L' D-05 apparve nel periodo in cui si stava affermando lo standard Compact Cassette. Lo MB-88 in edizione limitata di 200 esemplari. Uno degli ultimi prodotti di Susumu Uehara, ingegnere di lungo corso Luxman.

Alla Tokyo Audio Fair di ottobre, Luxman mostrò i prototipi X-3K Cassette deck, X-2A PCM encoder/decoder e X-1D lettore CD a caricamento verticale a marchio Alpine. Mai entrati in produzione.
- 1983 - K-05 Computer tuning cassette deck.

Luxman introduce il primo lettore CD player DX-104 del 1983. Basato su elettronica Alpine Electronics AD-7100 e caricamento disco in verticale.
- 1985 - C-05 Pre-amplifier, M-05 Power amplifier.
- 1987 DA-07 Fluency DAC e DP-07 CD Transport. Fluency DAC è una applicazione di interpolazione del prof. Toraichi, della università Tsukuba University. KD-117 Digital Audio Tape.
- 1990 - D-500 Top loading CD player.
- 2004 - CU-80 Multi Channel Control Amplifier.
- 2005 - B1000 Monaural Power Amplifier e C1000F Digital Control Amplifiers, per l'80º anniversario.
- 2006 - DU-50 e DU-80 Digital Universal player.
- 2007 - M-800A, L-550A II e L-590A II.
- 2009 - D-08 SA-CD / CD player, SQ-38u (11ª edizione SQ-38), E-200 (phono stage), P-200 (amp).
- 2011 - PD171 Turntable. Primo giradischi dopo 30 anni.